# Iván Moreno y Fabianesi
Iván Diego Moreno y Fabianesi (Badajoz, 4 giugno 1979) è un ex calciatore spagnolo, di ruolo centrocampista.
Possiede il passaporto argentino.